# وليد العنزي (لاعب كرة قدم مواليد 1996)
وليد العنزي من مواليد ولد 6 سبتمبر 1996. لاعب كرة قدم سعودي محترف ، يلعب في مركز حراسة المرمى في نادي الفتح .

## مسيرة اللاعب
مثل نادي عرعر و انتقل إلى نادي النصر و لعب معهم في جميع الفئات و إستدعاه المدرب خورخي داسيلفا لمعسكر الفريق الأول في استعدادت موسم 2016/2015 نظراً لإصابة اثنين من حراس الفريق و ظل يمثل الفريق الأولمبي و يستدعى في بعض الأحيان للفريق الأول و أعاره النصر إلى نادي النجوم في عام 2019 لمدة موسمين و بعدها أعير إلى نادي الفتح و انتقل بعدها نهائياً إلى نادي الفتح.

## روابط خارجية
- وليد سالم العنزي على موقع Soccerway.com (الإنجليزية)